# Tabanus obscurestigmatus
Tabanus obscurestigmatus är en tvåvingeart som beskrevs av Jacques-Marie-Frangile Bigot 1859. Tabanus obscurestigmatus ingår i släktet Tabanus och familjen bromsar.
Artens utbredningsområde är Madagaskar. Inga underarter finns listade i Catalogue of Life.